# КрАЗ-7140
КрАЗ-7140 — семейство четырёхосных капотных крупнотоннажных грузовых автомобилей-шасси повышенной проходимости грузоподъёмностью до 30 тонн производства Кременчугского автомобильного завода с колёсной формулой 8х6 со всеми односкатными колесами. Предназначен для монтажа различных конструкций..
Является моделью семейства четвёртого поколения автомобилей КрАЗ.

## Модификации
- КрАЗ 7140Н6 (Н30.1Е) — базовая модель, шасси грузоподъёмностью 30 тонн.
- КрАЗ 7140С6 — самосвал на шасси КрАЗ 7140Н6 грузоподъемностью 25,7 тонн и объёмом платформы 18 м3.